# 小行星5374
小行星5374（英語：5374 Hokutosei）是一颗围绕太阳公转的小行星。1989年1月4日，箭內政之、渡邊和郎在北见发现了此天体。
这颗小行星的绝对星等为250.8264787992118等。